# 擔子果

典型擔子果的構造，顯示的是子實層與擔子

在真菌當中，擔子果（英語：basidiocarp、basidiome、basidioma）是擔子菌門的子實體，是一種多細胞構造，起源於孢子產生出來的子實層。擔子果是傘菌綱的特徵；柄鏽菌綱與黑粉菌綱無法產生出這種特徵。生長於真菌上的擔子果，也就是肉眼可見的部分（尤其是型態為傘菌或其類似型態）通常被稱為菇；長在地底下的擔子果通常稱為假松露。

## 構造
擔子果上長出子實層，子實層上會長出擔子，擔孢子著生在擔子上。最簡單的擔子果是由一群未分化的子實體構造組成，呈果凍狀，子實層長在表面；比較複雜的擔子果則會分化出菌柄、菌傘等構造，並且有不同形態的菌褶。

## 種類

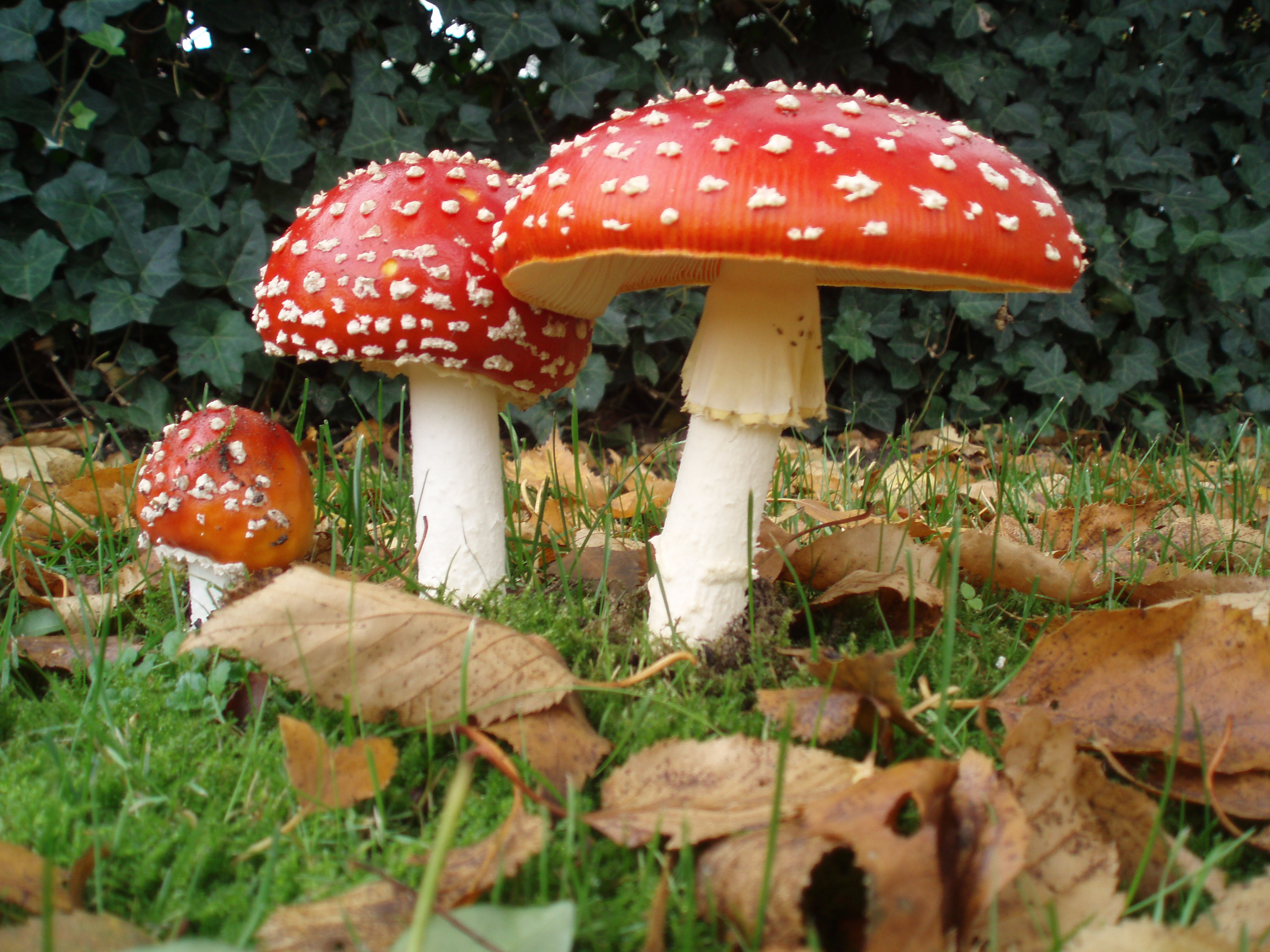
傘菌 Amanita muscaria的擔子果。
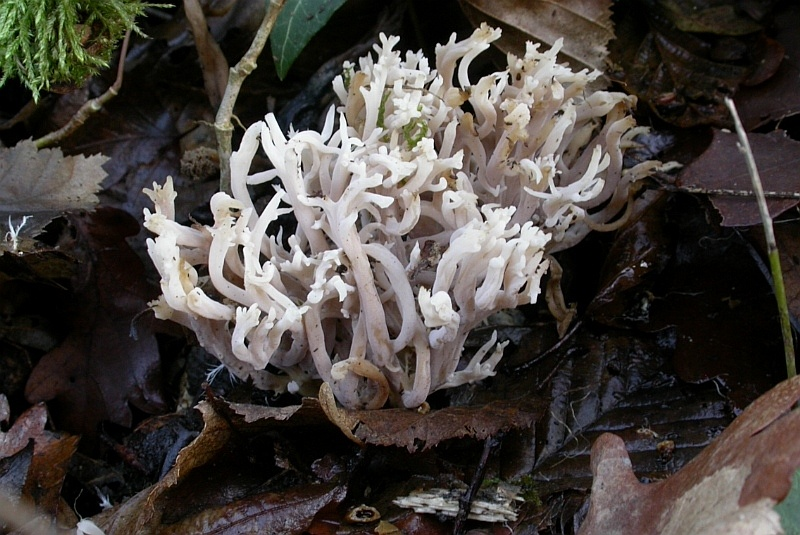
珊瑚菌Ramaria rugosa的擔子果。
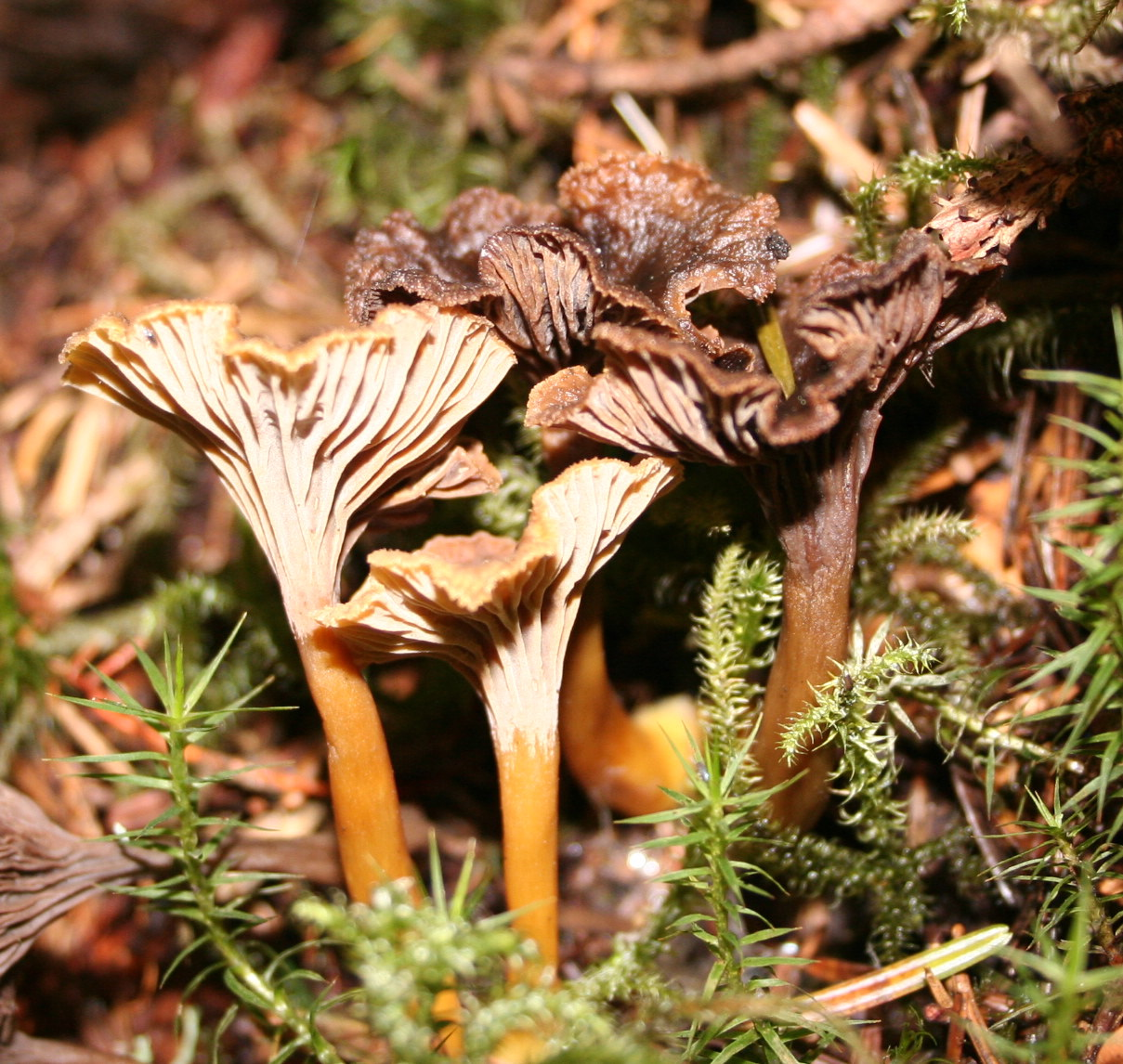
雞油菌Craterellus tubaeformis的擔子果。

擔子果能依據菌柄、菌傘及菌褶(如果存在)的分化程度來區分。

## 外部連結
- Evolution & Morphology in the Homobasidiomycetes: The Clade/Morphology Chart （页面存档备份，存于） by Gary Lincoff & Michael Wood, MykoWeb, November 27, 2005.
- "Mycomorphology Part 1: Why Do Mushrooms Look Like Mushrooms?" （页面存档备份，存于） by Peter Werner, Mycena News, December 2002. (Archived at MycoWeb)
- "Mycomorphology Part 2: Basidiocarp Keeps its Balance" （页面存档备份，存于） by Peter Werner, Mycena News, March 2003. (Archived at MycoWeb)